# 北洋工艺学堂
北洋工艺学堂始创于1903年，是中国最早的高等学府之一。光绪皇帝钦点周学熙为学堂首任督办。自学校创办以来，随着政局的变化几经变革，经历了数次分化和合并。

## 初办
1901年，袁世凯接任直隶总督、北洋大臣后，从八国联军手中接管天津，并在天津推行包括教育改革、城市建设、交通建设等在内的北洋新政。1902年，袁世凯应周学熙的创办直隶工艺总局暨附设工艺学堂的建议，命天津知府凌福彭拟定工艺学堂章程、筹办工艺学堂。凌福彭接受委令后，聘请日本工学士藤井恒久为总教务长，选定天津城东南角贡院以东草厂庵为校址并拟定了《工艺学堂详订暂行章程》，该章程中提出了“学堂为人才根本，工艺为民生至计，两者固宜并重；而讲求之道，亦属相资；工艺非学不兴，学非工艺不显”，这一“工学并举”教学理念的雏形。
1903年2月16日，袁世凯批准凌福彭关于开办工艺学堂的暂行章程及申请经费的禀文。
北洋工艺学堂第一批学生仅招30名，招生条件严格，报考考生需年龄在15岁至22岁之间，文理通顺，曾习英文，天资聪颖，身家清白，体质强健，取具妥保后方可报名，应考者有二三百人。考试当日，时任天津知府凌福彭亲任主考。开考前发给洋纸一份，考试科目包括汉文、汉文译英文、英文等。开考前发给洋纸一份汉文题目为《化学为制造之本》限一小时交卷，汉文译英文题目亦为翻译化学题材英文一篇，限两小时交卷，交卷后出英文论题，题目为格致化学问题。凡考英文者三四日内单发一榜。考试结束后开始录取工作，其条件非常严格，须经面试、初试、复试三轮遴选后方能被录取。
1903年3月19日，北洋工艺学堂正式开学，袁世凯曾到工艺学堂现场视察学堂各项举办情况。自清末废除科举制度后，清朝相继创办几所新式学堂，至此年全国只有国立大学堂3所，高等学堂近10所，而北洋工艺学堂正是其一。当时设有化学、染织及普通各科，学制三年。周学熙以直隶工艺总局的身份兼任总办，藤井恒久任学堂教务长，赵元礼任庶务长，单晋和任董理，教员有徐田、孙凤藻等。周学熙提出“工艺非学不兴，学非工艺不显”的办学主张，创办了全国最早的高校校办工厂，首开“工学并举”工业教育思想之先河。
北洋工艺学堂正式开学后，陆续建筑新房舍数十间作为讲堂、办公室、教务室。其中贡院前建化学和机器两场20余间，备实习用，修建好的化学场和机器场形成了中国最早的校办工厂。
1904年，遵照学部章程，北洋工艺学堂更名为“直隶高等工业学堂”。1907年，直隶高等工业学堂共50名学生成为了第一批毕业生，其中14名优秀学生被选派去日本学习深造。此时，学校已设化学科、机器科、化学制造科、化学专科、机器专科、绘图科等6科和甲乙两班预备科。由于学生数额增多，堂舍偏窄，遂于当年9月报请直隶学务处，在河北新区黄纬路孙家花园旁建设新校舍，1908年6月竣工，7月迁入新址。学生数增加至200余名，教司13人，其中日本教司5人。

## 相關學校
目前，位于天津市境内的河北工业大学，以及位于河北省承德市境内的承德石油高等专科学校，均声称北洋工艺学堂为其前身。2003年，两个学校分别举行了百年校庆的纪念活动。
1. ↑  王健. . 《城市规划》增刊. 2009.
2. 1 2  陈瑞林. . 北京: 清华大学出版社. 2006-06-01: 276. ISBN 9787302131946. （原始内容存档于2016-03-07）.
3. 1 2  . 天津青年报. 2003-10-13  [2019-12-28]. （原始内容存档于2016-03-04） （中文）.